# ジュ・テーム (木之内みどりの曲)
「ジュ・テーム」は、1977年4月25日に発売された木之内みどりの8枚目のシングル。

## 解説
作詞は5枚目のシングル「学生通り」以来4作連続の松本隆、作曲はシングル初参加の佐藤健、編曲は同じく初参加の瀬尾一三である。松本はその後10枚目のシングル「走れ風のように」まで連続で作詞を手がけている。なお、松本・瀬尾のコンビは本作を期に「走れ風のように」まで3作続く。
B面曲「ヨーヨー」の編曲に瀬尾とともにクレジットされている「ラスト・ショウ」とは、泉谷しげるによって「ザ・ラストショー」と名づけられた彼の元バックバンドである。メンバーは、松田幸一、村上律、徳武弘文、島村英二、河合徹三である。
本楽曲は、1987年発売の木之内みどり初のベストCD以来、頻繁にCD化・デジタル音源化されており、現在も比較的容易に聴くことができる。

## 収録曲
1. ジュ・テーム（3分48秒）
作詞：松本隆／作曲：佐藤健／編曲：瀬尾一三
2. ヨーヨー（3分1秒）
作詞：松本隆／作曲：市川善光／編曲：ラスト・ショウ＋瀬尾一三

## 収録CD
- 木之内みどり/プレイバック・シリーズ（1987年11月21日） - 「ジュ・テーム」
- 木之内みどり（1989年8月21日） - 「ジュ・テーム」
- 硝子坂（オリジナルアルバムのCD化復刻、1990年11月21日） - 「ヨーヨー」
- MYこれ!クション 木之内みどり BEST（2001年10月17日） - 「ジュ・テーム」
- 株式会社 NAVレコード ヒストリー2（2003年7月16日） - 「ジュ・テーム」「ヨーヨー」
- ぼくらのベスト アルバム復刻シリーズ 木之内みどり 2（2004年5月19日） - 「ジュ・テーム」「ヨーヨー」
- 「木之内みどり」SINGLESコンプリート（2007年7月18日） - 「ジュ・テーム」「ヨーヨー」
- 硝子坂+シングルコレクション（2008年7月16日） - 「ジュ・テーム」「ヨーヨー」